# АТХ код A14
АТХ код A14 (англ. ATC code A14) «Анаболические средства для системного применения» — раздел система буквенно-цифровых кодов Анатомо-терапевтическо-химической классификации, разработанных Всемирной организацией здравоохранения для классификации лекарств и других медицинских продуктов. Подгруппа А14 является частью группы препаратов A «Препараты, влияющие на пищеварительный тракт и обмен веществ».
Коды для применения в ветеринарии (ATCvet коды) могут быть созданы путём добавления буквы Q в передней части человеческого Код ATC: QA14.
Из-за различных национальных особенностей в классификацию АТС могут включаться дополнительные коды, которые отсутствуют в этом списке, который составлен Всемирной организацией здравоохранения.

## A14A Анаболические стероидные препараты

### A14AA Производные андростана
- A14AA01 Андростанолон
- A14AA02 Станозолол
- A14AA03 Метандиенон
- A14AA04 Метенолон
- A14AA05 Оксиметолон
- A14AA06 Хинболон
- A14AA07 Прастерон
- A14AA08 Оксандролон
- A14AA09 Норетандролон

### A14AB Анаболические стероидные препараты — эфиры
- A14AB01 Нандролон
- A14AB02 Этилэстренол
- A14AB03 Оксаболона ципионат

## A14B Прочие анаболические препараты
- Пустая группа.